# Hilara treheni
Hilara treheni är en tvåvingeart som beskrevs av Niesiolowski 1991. Hilara treheni ingår i släktet Hilara och familjen dansflugor. Inga underarter finns listade i Catalogue of Life.